# خطة نمر تنزانيا المصغر
خطة نمر تنزانيا المصغر (بالإنجليزية: Tanzania min tiger plan) هي خطة اقتصادية تهدف إلى تعزيز التنمية في تنزانيا من خلال زيادة الصادرات إلى السوق العالمية. تم تقديم هذه الخطة إلى البرلمان التنزاني في مايو 2004 بعد فترة طويلة من المفاوضات بين تنزانيا وبنك التنمية الآسيوي والدول المساعدة، وخاصة دول النمور (جنوب آسيا). تم اختيار تنزانيا لتكون مركز هذا البرنامج حيث أنها استوفت المتطلبات بما في ذلك الأمن والاستقرار السياسي وبرامج التنمية الألفية والعديد من العوامل الأخرى.

## الأهداف
بدأ تنفيذ خطة النمر الصغير في تنزانيا في عام 2005 لتحقيق الأهداف التالية:
- التنمية الزراعية.
- تعزيز التعليم.
- تطوير الطرق.
- إمدادات المياه.
- التواصل مع المستثمرين ومسائل أخرى.

تم نسخ هذه الخطة من الدول الآسيوية النامية لأنها نجحت بعد تطبيق خطط على غرار النمر على تنميتها الاقتصادية. وصلت دول مثل كوريا الجنوبية وفيتنام والصين إلى مستويات عالية من التنمية من خلال استخدام استراتيجيات التنمية هذه. بدأت فترة تجريبية للخطة في تنزانيا من 2005 إلى 2020 بتشكيل مناطق اقتصادية متخصصة.